# Lazzaretto Vecchio
Lazzaretto Vecchio est une île de la lagune de Venise, en Italie.

## Historique

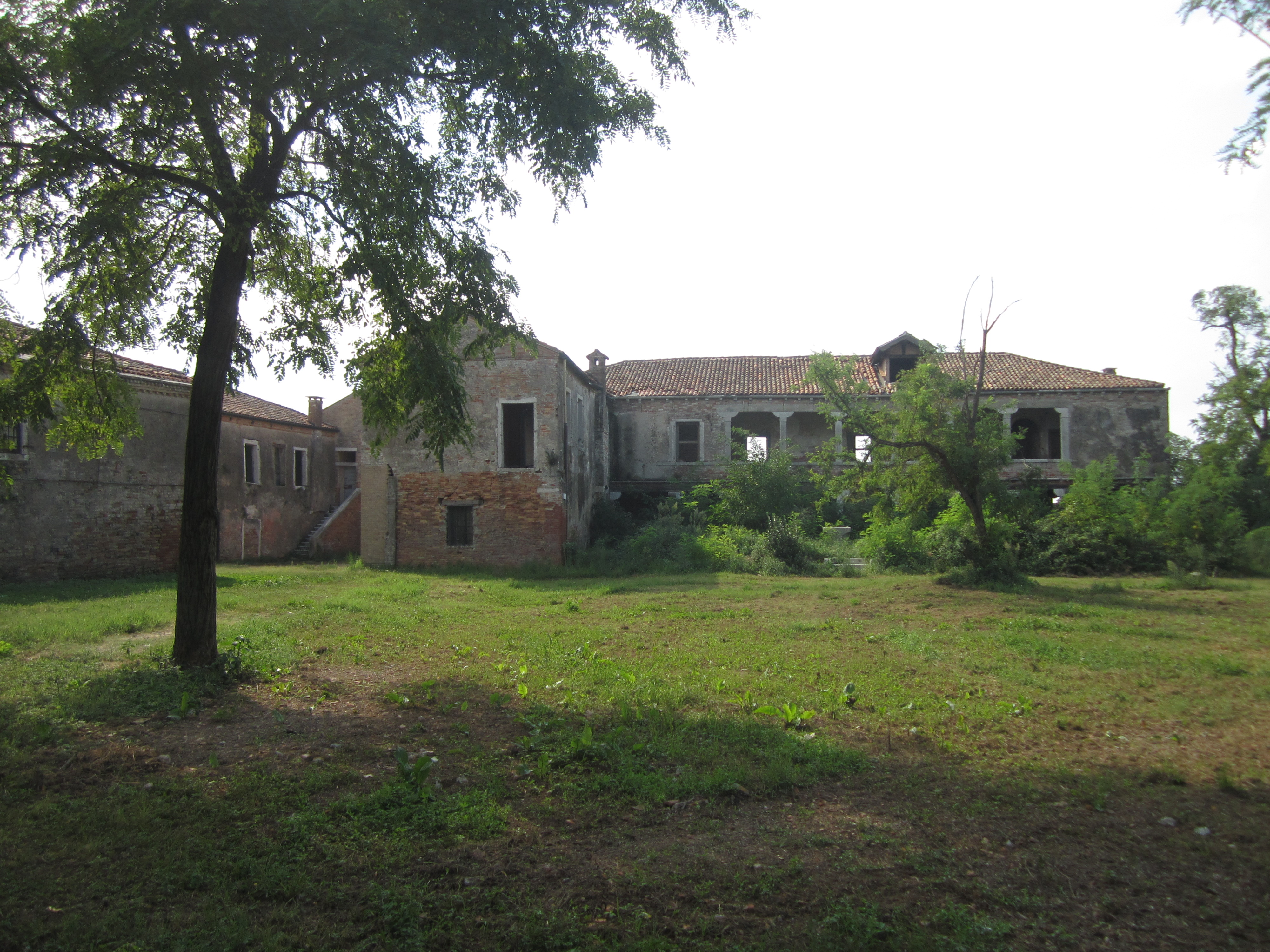
Les ruines du lazzaret

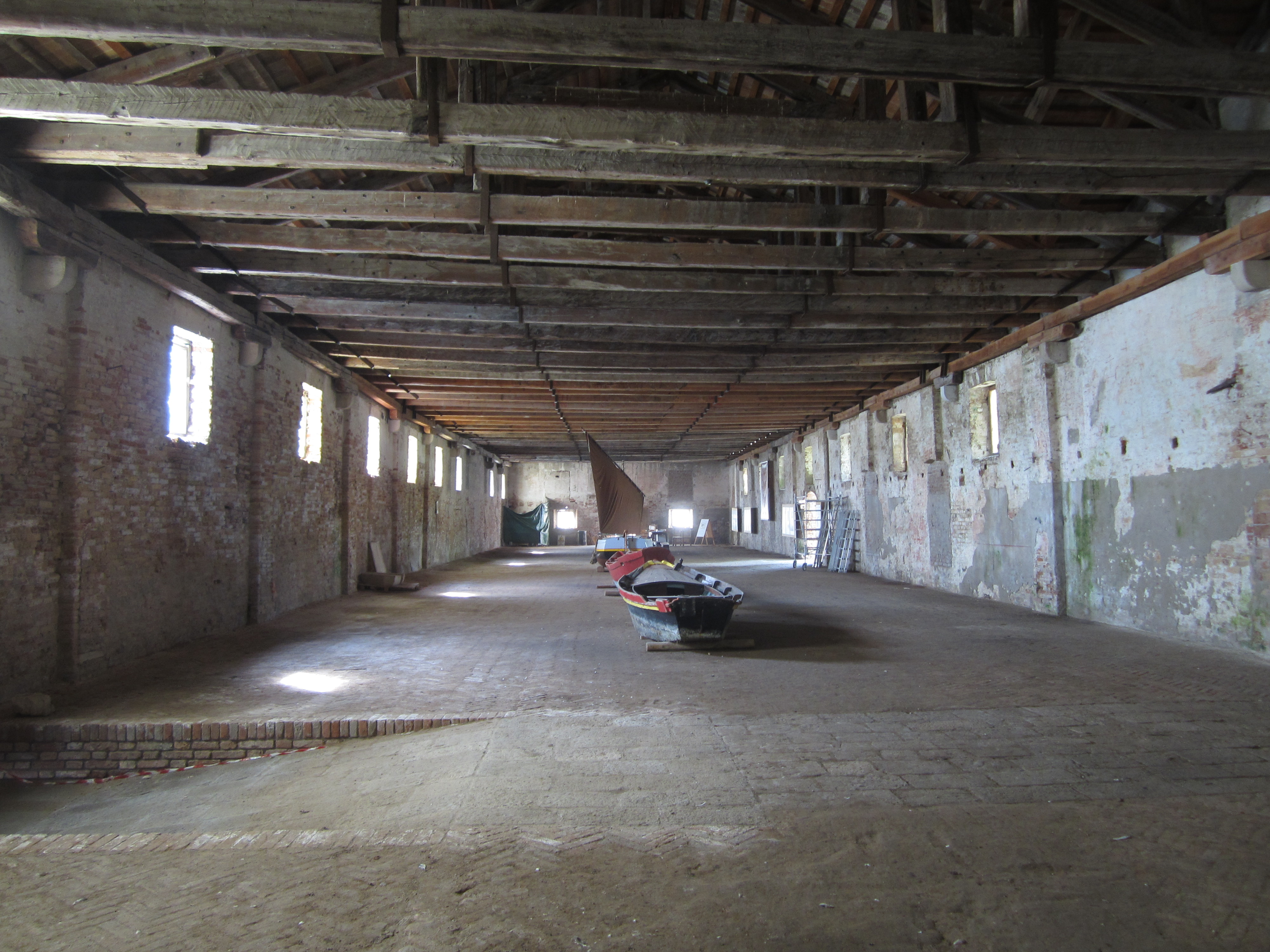
L'intérieur des bâtiments

Il est probable que les ermites religieux de l'ordre de Saint-Augustin reçurent possession de l'île appelée jadis Sainte Marie de Nazareth au début du XIIIe siècle. En 1421, le prieur Gabriele Garofoli de Spoleto fut nommé à la tête de ce couvent. Homme d'une vertu singulière, il recueillit quatre jeunes hommes remarquables pour leur noblesse et leur piété qui voulaient venir se placer sous sa direction : Andrea Bondumiero, qui deviendra patriarche de Venise, Michele Morosini, Filippo Paruta, qui sera élu archevêque de Candia et Francesco Contarini. Or entretemps, la peste sévit à Venise et le Sénat stipula que les infirmes infectieux devaient être éloignés de la ville. L'île de Santa Maria di Nazareth fut choisie à cet effet. Le prieur et ses nobles novices se retirèrent au monastère de San Daniele in Monte près de Padoue, puis passèrent tous ensemble à l'île de Santo Spirito. La peste passée, le sénat attribua un usage d'hôpital à l'église et aux maisons restées vides, ce que le pape Eugène IV entérina le 1er juin 1436 : l'ordre de saint Augustin et la dénomination de Nazareth furent supprimés ; la construction d'un hôpital sous le titre de Santa Maria Stella del Cielo fut prescrite. L'hôpital devait être divisé en deux parties séparant hommes et femmes. Les soignants devaient porter une étoile blanche apposée à la poitrine. Les logements destinés à la quarantaine des voyageurs venant d'Orient furent installés sur l'île.

Le Lazzaretto fut précisé de l'adjectif vecchio (vieux) lorsque fut construit, en 1468, dans une autre île le monastère de San Giorgio Maggiore, un autre lazzaret.
De 1846 à 1965, l'île passa sous la responsabilité des autorités militaires autrichiennes, puis italiennes. Pendant cette période, deux ailes du cloître, l'église avec le clocher, le parloir et d'autres bâtiments furent démolis. Par la suite, la municipalité de Venise a concédé le Lazzaretto Vecchio à un organisme cinophile, afin d'ériger un refuge pour chiens errants.
Entre 2004 et 2008, le Ministère des travaux publics et le Ministère du patrimoine culturel ont entrepris d'importants travaux de restauration en vue de la préparation du Musée de la ville et de la lagune de Venise. Des fouilles ont mis au jour des sépultures simples et communes contenant plus de 1 500 squelettes de personnes infectées par la peste, dont l'analyse fournira des informations sur la vie des Vénitiens du XVIe siècle. Le projet a été suspendu faute de fonds et l'île abandonnée. Depuis septembre 2013, la Surintendance archéologique de la Vénétie a rouvert l'île aux visiteurs.